# Plaza Bolívar de Mérida
La plaza Bolívar de Mérida, antes llamada Plaza Mayor, es un espacio público localizado en la ciudad de Mérida en el occidente de Venezuela, específicamente en el Estado Mérida. Fue construida en honor a Simón Bolívar, prócer de la independencia venezolana e inaugurada el 12 de enero de 1896. Se localiza entre las avenidas 3 y 4 y las calles 22 y 23. A sus alrededores se encuentran la Catedral basílica menor de la Inmaculada Concepción, que data de 1803, el Palacio arzobispal, el Palacio de Gobierno del estado Mérida, el Museo Arquidiosesano, la Casa de la Cultura Juan Félix Sánchez, el Rectorado de la Universidad de Los Andes, el Museo Arqueológico y una variedad de establecimientos comerciales, restaurantes, hoteles y posadas.
Desde 1559 fue una plaza libre o seca que sirvió para la socialización popular, mercadeo de alimentos, actos políticos, religiosos y ocasionales corridas de toros. En 1840 el teniente de Justicia Mayor Antonio Ignacio Picón, ordenó colocar una pileta que suministró agua hasta 1859, año en que la tubería fue desenterrada para fabricar balas para la Guerra Federal.
El 20 de agosto de 1859 se ordenó su transformación de Plaza Mayor a Plaza Bolívar a cargo del ingeniero Pedro Dávalos y Lissón, cuyo diseño original, junto con documentos históricos relacionados con la declaración de Independencia de 1810, fue depositado
en un cofre.
Entre 1902 y 1903 la plaza asumió el aspecto de jardín y se constituyó en un lugar para el tránsito y encuentro ciudadano. En 1930 se plantó la especie botánica Roystonea oleracea, conocida también como palma chaguaramo. La colocación de la estatua de Simón Bolívar a caballo tiene dos posibles fechas: 1926 y 1930, ambas durante la dictadura de Juan Vicente Gómez, siendo la plaza con la esfinge de Simón Bolívar más antigua de Venezuela.